# Caja de consolidación
Se llama caja de consolidación a la institución financiera que se creó en España a principios del siglo XIX para restablecer el crédito a los vales reales. 
El descrédito y vilipendio de los vales reales había llegado a mediados del año 1800 a una altura increíble experimentando en su reducción a dinero una pérdida de tres cuartas partes de su verdadero valor. Ni la creación del fondo de amortización, ni el aumento de éste, ni el establecimiento de la real caja de amortización ni los pingües y cuantiosos recursos con que esta fue dotada ni la creación en fin de las cajas de descuento y reducción de vales a dinero bastaron para levantar de aquel estado de abatimiento una deuda tan importante y considerable. 
Fue necesario recurrir a otro sistema más eficaz y a propósito para restablecer y consolidar el crédito de este papel a cuyo efecto se publicó la pragmática sanción de 30 de agosto de 1800 en la cual, después de asignar cuantiosos arbitrios para este nuevo establecimiento de consolidación de vales, se mandó poner todo lo concerniente y relativo a ellos bajo la dirección y gobierno del Consejo. 
Además, teniéndose en consideración que el Consejo pleno no podría, sin perjuicio del despacho de los negocios de su conocimiento, descender al desempeño de este nuevo cometido en la parte ejecutiva, se mandó crear y se creó efectivamente una comisión del mismo Consejo con el título de Comisión gubernativa de consolidación de vales y cajas de reducción y descuento para llevar a efecto y cuidar de la puntual ejecución de todas las providencias generales que dictase el Consejo al efecto de establecer, consolidar y perfeccionar el nuevo sistema. A esta nueva dependencia en la cual quedó refundida la caja de amortización se la llamó Real Caja de Consolidación, encargada de todas las operaciones relativas a este ramo además de las especiales de su instituto. 
La caja de consolidación subsistió mientras se conservó este nuevo sistema, es decir, hasta que en 1811 se creó la Junta nacional del crédito público y pasó a este establecimiento el conocimiento, régimen y la dirección de todas las operaciones relativas a la deuda del Estado.